# Guerra etolica
La guerra etolica (191-189 a.C.) fu combattuta dai Romani e i loro alleati Achei e Macedoni contro l'alleanza Lega etolica e il regno degli Atamani.
Gli Etòli avevano invitato in Grecia Antioco III che era tornato in Asia, dopo essere stato sconfitto dai Romani. Questo lasciava gli Etoli e gli Atamani senza alleati: con Antioco lontano dall'Europa, i Romani e i loro alleati attaccarono gli Etoli.
Dopo un anno di lotta, gli Etòli furono sconfitti e costretti a pagare 500 talenti d'argento ai Romani.

## Antefatto
Dopo la sconfitta subita dai Macedoni nella Seconda guerra macedonica, nacque una disputa tra Romani e Etòli, che combatterono da alleati, sui termini del trattato di pace. I Romani avevano il sostegno degli altri alleati, Rodi e Attalo I re di Pergamo; e gli Etòli persero la disputa. Gli Etòli non furono soddisfatti e nel 192 a.C., con propositi di vendetta, diramarono offerte di alleanze a Nabide re di Sparta, Filippo V di Macedonia e l'imperatore seleucide Antioco III detto il Grande.
Nabis, che fu costretto ad accettare termini umilianti di pace nel 195 a.C. dopo la sconfitta per mano dei Romani e della lega Achea, annichilito, accettò solo di essere ucciso per mano degli Etòli.
Filippo V di Macedonia stava ancora pagando i danni di guerra, oltre al fatto di avere il figlio ostaggio a Roma, per cui rifiutò l'offerta.
Antioco III vide invece questo come un'opportunità per espandere il suo territorio in Europa, accettò l'offerta e partì per la Grecia.
Antioco III sbarcò a Demetriade con 10 000 fanti e 500 cavalieri e si accinse a raccogliere alleanze contro Roma. I Romani, allertati dall'arrivo di Antioco III in Grecia, inviò il console Manio Acilio Glabrione con un'armata per fermarlo. I due eserciti si scontrarono alle Battaglia delle Termopili (191 a.C.), e solo 500 seleucidi sopravvissero. Dopo questa sconfitta Antioco III e i pochi superstiti fecero ritorno in Asia.

## Campagna Tessalica
La fuga di Antioco II lasciava gli Etòli e gli Atamani senza alleati, mentre l'esercito romano marciava verso la Tessaglia senza incontrare opposizione. Acilio Glabrione arrivò sotto le mura della città di Eraclea Trachinia, Eraclea per i Romani, e fece arrivare un messaggio al presidio degli Etòli affinché dicessero alla città di arrendersi e di iniziare a preparare un'attenuante per il loro voltafaccia nei confronti del Senato romano. Gli Etòli non risposero nemmeno e i Romani si accinsero a prendere la città con la forza.
I Romani iniziarono a colpire le mura con l'ariete e gli Etòli risposero con rapide e numerose sortite. L'assedio iniziava a risultare spossante per i difensori, per l'alto numero dei Romani. Questi sostituivano frequentemente gli uomini all'ariete, mantenendoli sempre freschi e riposati;  mentre gli Etòli, inferiori di numero, iniziavano a sentire la stanchezza e lo stress.
Dopo 24 giorni di combattimenti, il console venendo a sapere che Etòli erano allo stremo sia per l'assedio che per le sempre più numerose diserzioni, pensò ad un piano per forzare i tempi. Alla mezzanotte diede il segnale per far tornare al campo tutti i soldati, così che l'assedio terminò in piena notte. L'ordine, urlato in modo da farsi sentire all'interno, era un riposo totale per 3 ore. Gli Etòli,non sentendo più il battere dell'ariete e non vedendo più Romani sotto le mura, pensarono che pure loro fossero esausti. A questo punto il Manio Acilio Glabrione diede l'assalto da tre direzioni diverse.
Il console ordinò a Tiberio Sempronio, che comandava un terzo degli uomini, di stare in allerta e aspettare un ordine di attacco quando il diversivo fosse entrato in azione.
Quando gli Etòli assonnati udirono l'esercito romano in avvicinamento, si affrettarono a prepararsi per la battaglia e provarono a farsi strada per combattere nell'oscurità. I Romani iniziarono ad inerpicarsi lungo le mura con scale fatte alla bisogna, ed arrampicarsi sopra macerie e detriti. Appena tutti gli Etòli raggiunsero i punti in cui i Romani ormai entravano a frotte, Acilio Glabrione diede il segnale a Tiberio Sempronio per un attacco alla parete lasciata indifesa.
Gli Etòli, vedendo quest'ultimo gruppo, iniziarono a ripiegare in alto verso la roccaforte. Il console a quel punto concesse il permesso di saccheggiare la città.
Quando il saccheggio terminò, Acilio Glabrione divise in un due l'esercito. Il primo gruppo fu mandato attorno dall'altra parte della roccaforte, dove c'era una collina di altezza pari a questa; l'altro gruppo fu mandato all'attacco frontale.
Una volta constatata l'opera di accerchiamento, gli Etòli decisero di capitolare. Fra Etòli che si arresero c'era il loro comandante, Democrito.
Mentre i Romani attaccavano Eraclea, Filippo V col suo esercito e pochi Romani stringevano d'assedio Lamia, distante da Eraclea sette miglia (10 km). I Macedoni e i Romani diedero prova di grandi sforzi quasi stessero in competizione tra loro.
Il grande timore di Filippo V era che se Eraclea si fosse arresa prima, e se la notizia fosse giunta a Lamia, gli abitanti avrebbero potuto arrendersi ai Romani, e non a lui. La paura prese corpo quando all'improvviso ricevette dei messaggeri Romani con l'ordine di ritirarsi.

## Etolia
Gli Etòli, sperando ancora in un ritorno di Antioco III con nuove forze, gli mandarono messaggeri. Questi avrebbero dovuto riferire che se Antioco non fosse potuto tornare in Grecia, avrebbe dovuto almeno mandare danaro e vettovaglie. Antioco mandò del danaro e promise di inviare dei rinforzi. Nonostante tutto la caduta di Eraclea demoralizzò lo spirito combattivo degli Etòli, che mandarono degli emissari dai Romani. Il console garantì loro una tregua di dieci giorni e mandò Lucio Valerio Flacco a discutere sulle questioni care agli Etòli. I Romani chiedevano la consegna di Dicaarco, Monestas dell'Epiro e Aminandro di Atamania.
Gli Etòli decisero di piegarsi alle richieste dei romani e mandando alcuni uomini a prendere le persone richieste. Ma, un paio di giorni più tardi Nicandro, uno dei delegati mandati da Antioco III, tornò in Etolia dopo essere stato trattenuto da Filippo V di Macedonia. Il suo arrivo e la notizia che Antioco era intenzionato a inviare rinforzi convinsero gli Etòli a proseguire i combattimenti.
Quando il console Acilio Glabrione venne a sapere che gli Etòli non avrebbero soddisfatto le richieste dei Romani, marciò col suo esercito e strinse d'assedio Nupatto (che i Veneziani chiamarono Lepanto). L'assedio durava oramai da due mesi quando giunse Tito Quinzio Flaminino. Quando si avvicinò a piedi alle mura della città, venne riconosciuto dalla gente che iniziò ad accalcarsi presso le mura chiedendo aiuto. Le alte cariche della città si radunarono fuori le mura per parlare con Flaminio e concordarono affinché fosse mandata un'ambasciata a Roma per perorare la causa degli Etòli presso il Senato. I Romani dunque abbandonarono l'assedio e si diressero verso la Focide.
Quando i delegati Etòli tornati da Roma informarono i capi Etòlici che non c'era speranza di pace, essi occuparono il passo del monte Corax in modo da poter bloccare il passaggio. Gli Achei iniziarono a devastare la costa sul fronte etòlico del Peloponneso. Gli Etoli credevano che Acilius attaccasse di nuovo Lepanto ma invece lanciò un improvviso attacco contro Lamia. I Lamiani nonostante la grande confusione riuscirono a respingere il primo attacco romano. Acilius richiamò i suoi uomini sul campo e disse loro di tornare solo se avessero preso la città. Poche ore più tardi i Romani conquistarono la città.
I Romani, non potendo avanzare verso Lepanto, attaccarono Amfissa. I Romani avevano già schierato le loro macchine d'assedio e distrutto alcune parti delle pareti. Tuttavia gli abitanti continuarono a resistere fino a quando il nuovo console, Lucio Cornelio Scipione arrivò insieme al fratello Scipione l'Africano. Al loro arrivo gli abitanti fuggirono dalla città e si rinchiusero all'interno della cittadella.  In seguito, gli inviati ateniesi arrivarono da Atene e chiesero ai romani di prendere in considerazione la prospettiva di una pace con gli Etòli.

## Conclusione e trattato
I Romani stipularono un trattato che rese gli Etoli uno stato-marionetta al loro servizio. Dovettero combattere a fianco dei Romani in qualsiasi guerra, con gli stessi alleati e gli stessi nemici, condividendo lo scambio di prigionieri e la selezione di ostaggi.